# Grand Hôpital de Charleroi - Les Viviers
Le Grand Hôpital de Charleroi - Les Viviers est un hôpital belge à Gilly (Charleroi), inauguré en 2024. Le Grand Hôpital de Charleroi - Les Viviers fait partie du Réseau Hospitalier Charleroi Métropole avec le Grand Hôpital de Charleroi - Notre Dame et la Clinique Notre-Dame de Grâce Gosselies. Depuis 2012, le Grand Hôpital de Charleroi a un accord de collaboration pour l’hémato-oncologie médicale et la dialyse avec les cliniques universitaires Saint-Luc à Bruxelles.
Avec une capacité de 986 lits, il est l'un des plus grands complexes hospitaliers de Belgique et le plus grand de la région de Charleroi.

## Histoire

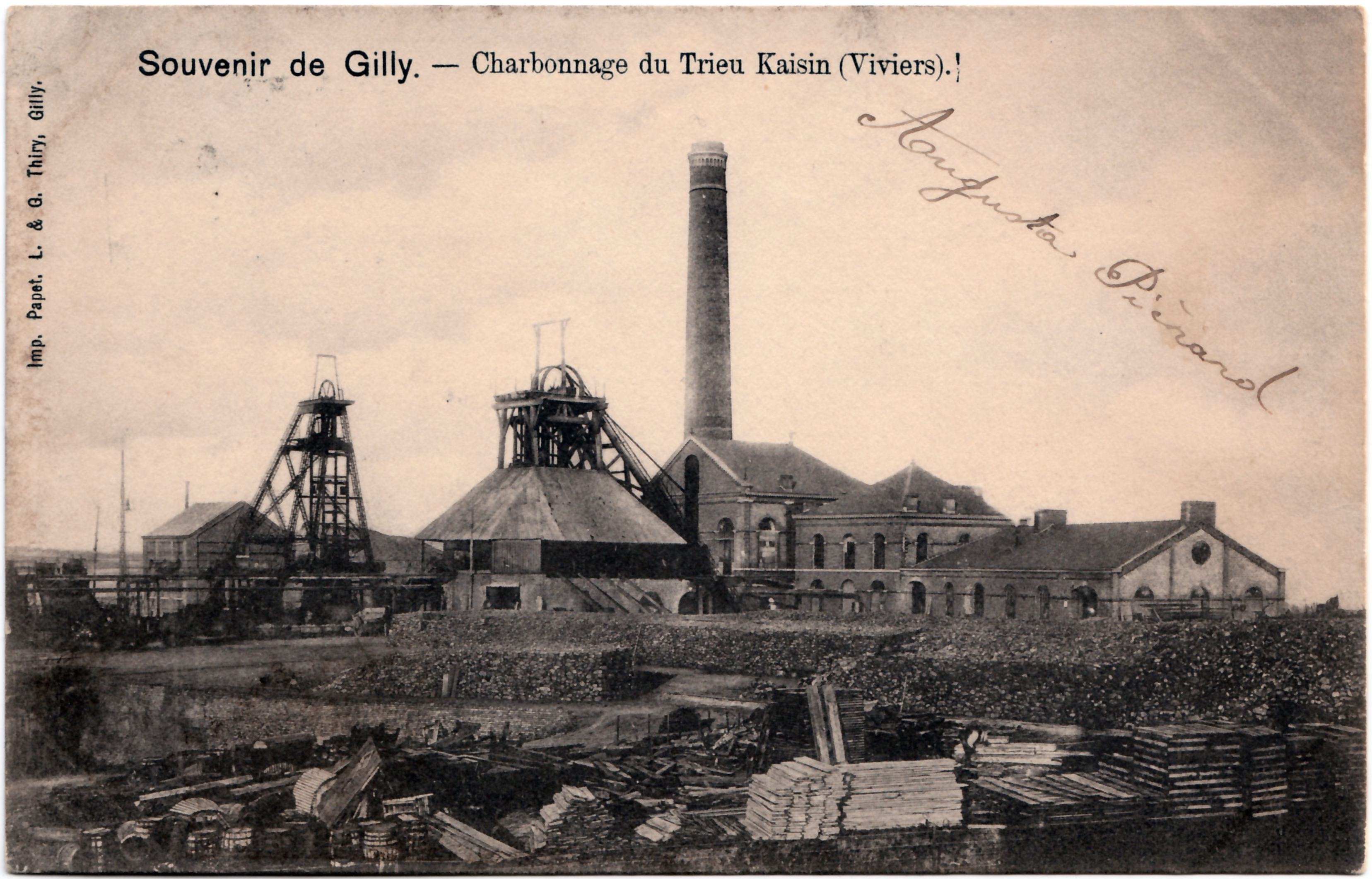
Les puits du Viviers du charbonnage du Trieu-Kaisin (aujourd'hui disparu).

Le Grand Hôpital de Charleroi est implanté sur le site de l'ancien terril des Viviers, résultat de l'exploitation des puits du Viviers qui lui a donné son nom.  
En 2013, VKRA (Association momentanée de l'agence RESERVOIR A et de l'agence VK Architects & Engineers) remporte le concours d'architecture pour la construction du Grand Hôpital de Charleroi - Les Viviers. En 2017, commencent les aménagements d'un vaste parc boisé, du chantier de voiries et le nivellement du cône résiduel du terril des Viviers. Les terres noires du terril des Viviers sont mises en évidence dans l’aménagement du parc pour mettre en lumière le passé industriel carolorégien et rendre hommage aux nombreux mineurs qui ont travaillé aux Viviers. Lors de l'annonce du projet de construction de l'hôpital, ses concepteurs ont manifesté leur volonté de respecter la biodiversité de l'endroit.  
Le site s’étend sur 17 hectares. Dix sont aménagés en parc afin de pérenniser cette biodiversité et pour faire bénéficier patients et visiteurs d’un espace naturel, sain et ressourçant. Parmi les espèces présentes sur le site, on note la présence du crapaud calamite, espèce protégée, dont la présence a fait l’objet d’une attention particulière. Á proximité du parking de l'hôpital, un nouvel étang a été creusé et des monticules de pierre servant d'abris ont été aménagés avec le soutien scientifique de la Faculté Agronomique de Gembloux .  
Les travaux de construction du gros œuvre de l'hôpital débutent en février 2019. En juin 2024, le département dentisterie ouvre ses portes et le personnel administratif s'installe sur le site. Du 16 au 25 novembre 2024, a eu lieu le grand déménagement des patients hospitalisés et la fermeture des autres sites hospitaliers : Saint-Joseph à Gilly, Sainte-Thérèse et Reine Fabiola à Montignies-sur-Sambre et IMTR à Loverval. Une partie des activités de l'Hôpital Notre Dame à Charleroi-nord est également transférée aux Viviers. Il n'y a ainsi plus d'urgences, de soins intensifs, de maternité et de bloc accouchement à Notre Dame. Toutes les consultations et le service des urgences (le deuxième en superficie de Belgique) sont désormais situés aux Viviers.  
En mars 2025, le Grand Hôpital de Charleroi a ouvert la première clinique de l’endométriose et de la douleur pelvienne chronique à Charleroi. Il s’agit d’un pôle pluridisciplinaire qui offre aux patientes une prise en charge complète.  
En 2025, la Maison Mieux-Être du GHdC qui organise des activités ludiques et de resourcement destinées aux patients affectés par le cancer et à leurs aidants proches, déménagera également de la Grand'Rue à Charleroi dans un bâtiment sur pilotis érigé dans le parc du site des Viviers du GHdC.
Ce nouveau complexe hospitalier s’inscrit dans le cadre du redéploiement stratégique du Grand Hôpital de Charleroi. Le projet estimé à un demi-milliard d'€ a en grande partie été financé par la Région wallonne.

## Architecture
Le projet architectural du Grand Hôpital a été conçu par VKRA (Association momentanée VK Architects & Engineers - RESERVOIR A). Le chef du projet pour la construction de l'hôpital est David Van Drooghenbroeck.

## Description

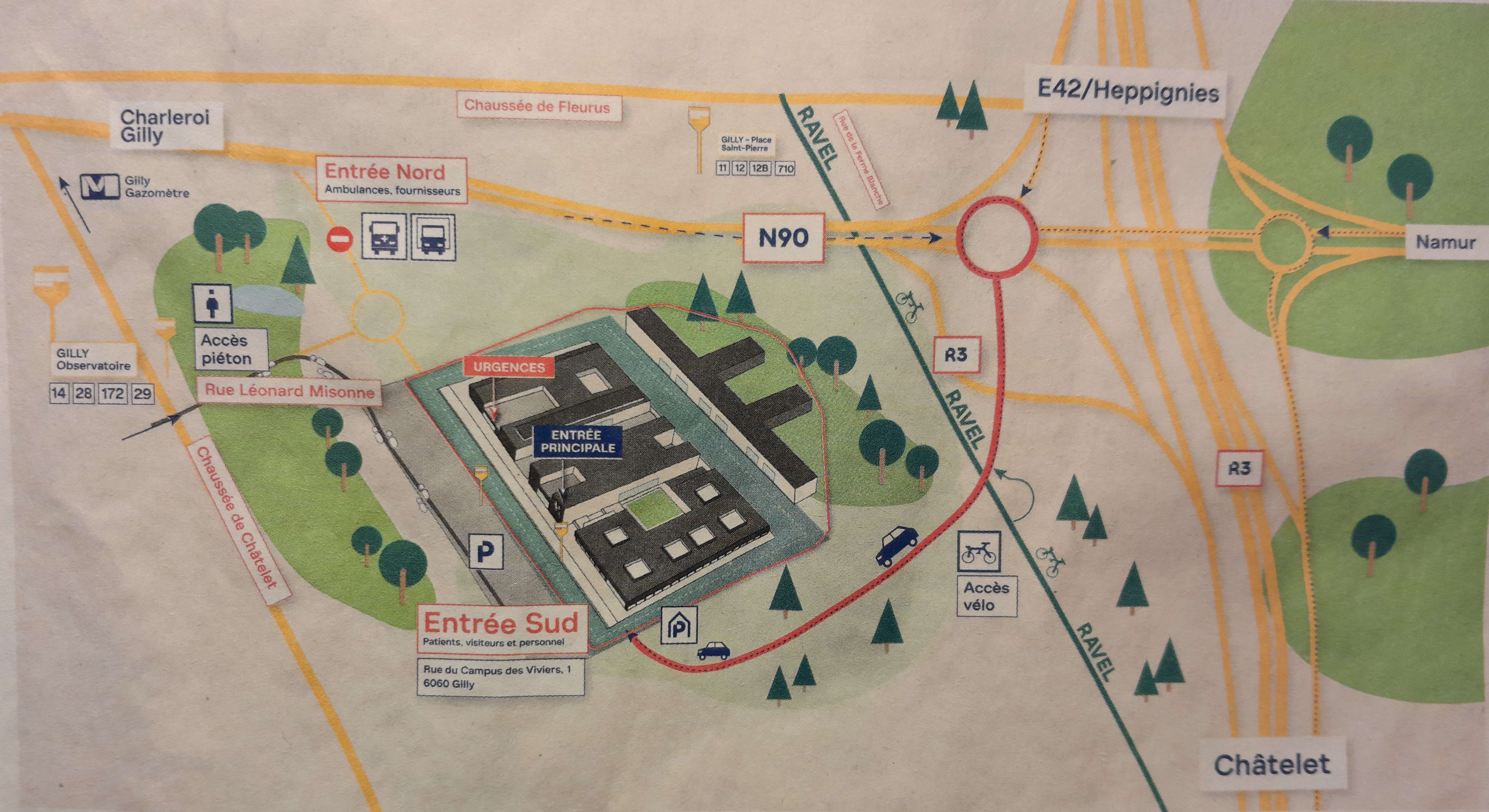
Plan du site du Grand Hôpital de Charleroi - Les Viviers.

Le Grand Hôpital est constitué de quatre bâtiments reliés entre eux par des passerelles. À droite du hall d’entrée, on trouve le bâtiment de la polyclinique et à sa gauche, le bâtiment désigné sous le nom de « Motel », destiné aux hospitalisations de courte durée. Au fond du hall d’entrée, le bâtiment « Hôtel » accueille les patients qui doivent subir une longue hospitalisation. Un quatrième bâtiment héberge les urgences, les soins intensifs, les services d’imagerie médicale, les blocs opératoires et toutes les infrastructures logistiques. En dessous de ces quatre bâtiments, un réseau de galeries permet au personnel de circuler entre les bâtiments, mais aussi à des véhicules robotisés d’acheminer médicaments et matériaux.

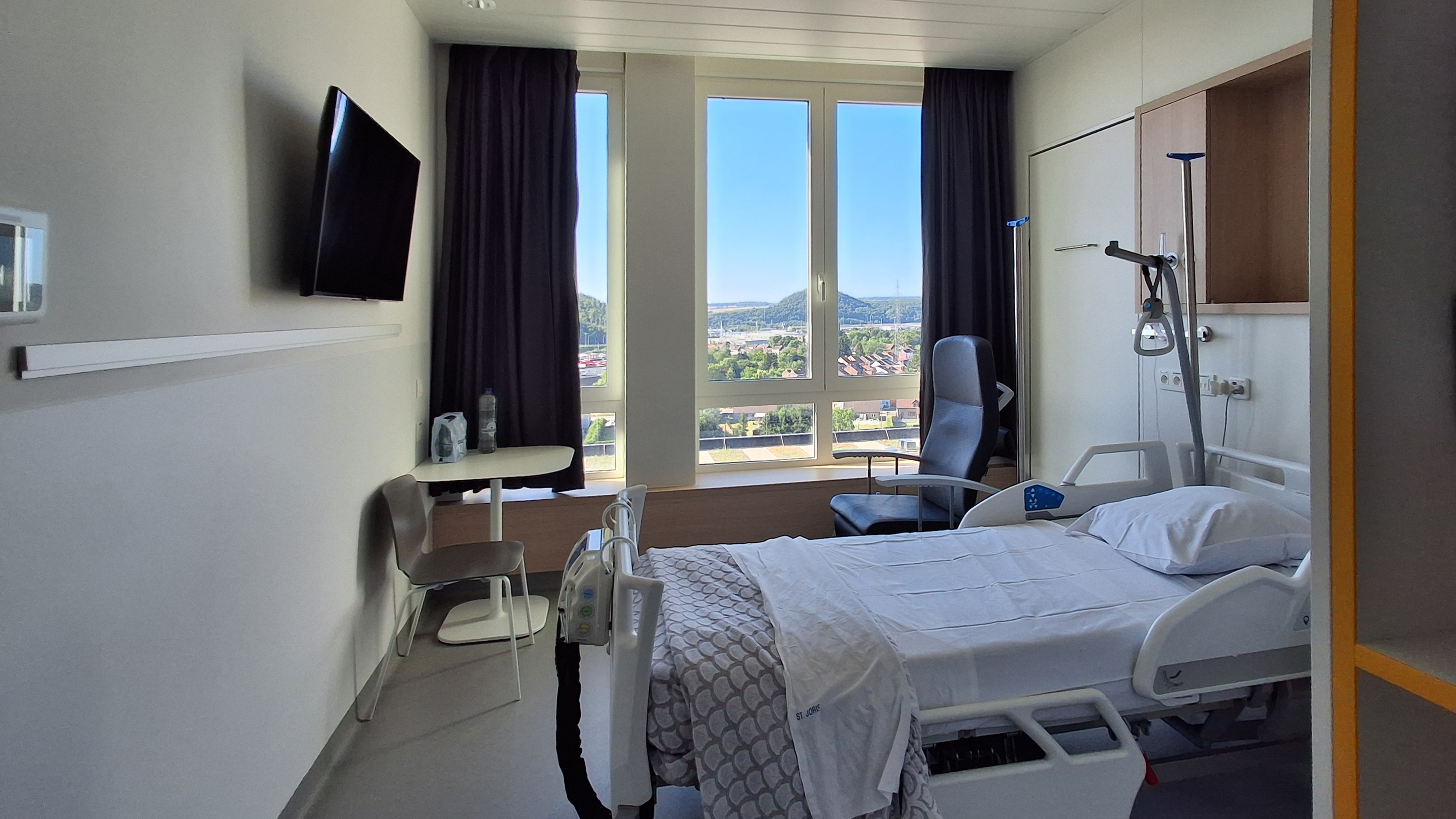
Chambre particulière.

Le projet médical du Grand hôpital est organisé autour de 10 pôles de soins interactifs regroupés en fonction de la pathologie ou selon une logique d’organes. Ceux-ci s’appuieront sur deux fonctions d’appui clinique (urgences, soins intensifs, médecine interne générale, etc.) et médico-technique (radiologie, laboratoires, etc.).
L'hôpital compte 25 salles d’opération, 3 unités de soins intensifs, 986 lits, 10 chambres consacrées aux grands brûlés et un héliport.
Au rez-de-chaussée, les commerces sont situés à proximité de l'entrée principale. On y trouve une pharmacie, une bandagisterie, une brasserie, un Carrefour-Market et Tasy (espace de restauration, librairie et cadeaux). Dans l’hôpital, 140 fresques ont été réalisées représentant la plupart du temps un crapaud ou une grenouille, mascotte du site des Viviers ainsi qu'une statue de batracien à l'extérieur.
4500 employés (informaticiens, secrétaires, infirmières, pharmaciens, menuisiers, etc.) dont 600 médecins avec les assistants travaillent sur le site des Viviers.

## Accès
Les accès au GHdC par moyens de transport sont les suivants :
- en voiture : le Grand Hôpital de Charleroi est situé au croisement du Ring R3 (ou Grand ring de Charleroi) et de la Route nationale 90 communément appelée « Route de la Basse-Sambre » entre Charleroi et Namur. L'entrée nord est destinée aux ambulances et fournisseurs et l'entrée sud aux patients, aux visiteurs et au personnel. Le parking a une capacité de 2200 places en surface et souterrain sur trois niveaux.
- en autobus : ligne d'autobus « Les Viviers » qui assure la liaison entre la station de bus/métro Gazomètre et l'entrée du site Les Viviers. La ligne d'autobus Express E83 relie le site des Viviers à la Gare de Charleroi-Central.
- en métro/tram : en 2027, une ligne de métro/tram reliera le centre de Charleroi au site Les Viviers. Les deux sites hospitaliers du GHdC (Notre Dame et Les Viviers) seront donc reliés par métro.
- en vélo : le RAVeL « La Houillère » (qui relie Châtelineau à Gosselies, en passant par Jumet et Roux) longe le terrain des Viviers et une jonction y a été greffée pour rejoindre l’entrée de l’hôpital. Un parking vélo est accessible devant l’entrée principale.

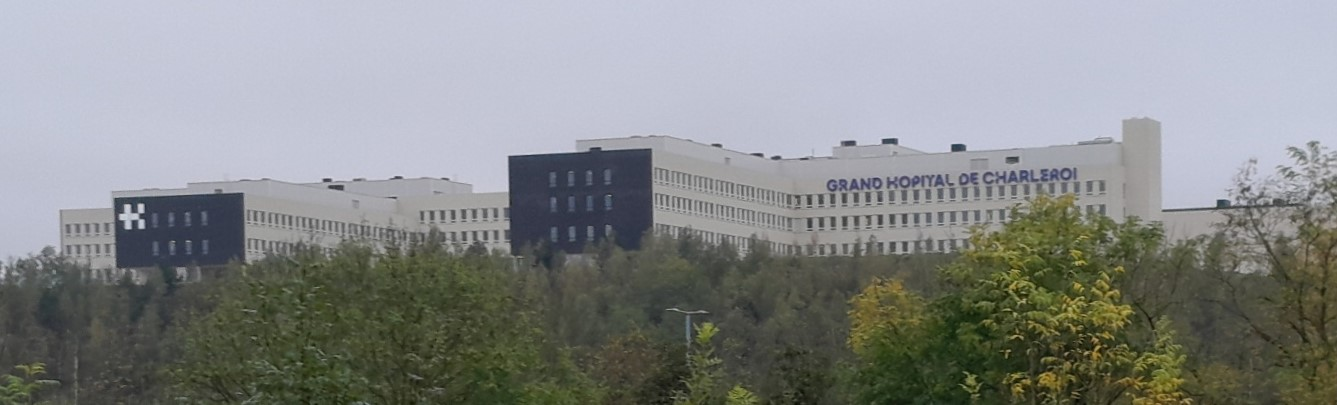
Le Grand Hôpital de Charleroi - Les Viviers (Gilly).

L'entrée principale et les entrées spécifiques orientent les patients vers les départements urgences, naissance, dialyse, centre du cancer, centre de réadaptation et dentisterie.

## Médias
Parue en 2022, la bande dessinée « Charleroi, des origines à nos jours » illustre dans une double page la construction du site des Viviers du Grand Hôpital de Charleroi le présentant comme un des projets phares du Charleroi du futur.